# Skudsekund
Et skudsekund er et ekstra sekund, der af og til indsættes i den almindelige tidsregning UTC for at sikre, at det almindelige klokkeslæt bliver ved med at passe til Jordens rotation.

## Hvorfor skudsekunder?
Den traditionelle definition af sekundet var fastlagt sådan, at der var præcis 24·60·60 sekunder på et middelsoldøgn. Med denne definition var der ikke brug for skudsekunder.
Imidlertid er en sådan definition af sekundet alt for upræcis, idet døgnets længde dels varierer tilfældigt fra dag til dag, dels forøges i løbet af århundrederne (på grund af opbremsning af jordens rotation ved friktion i forbindelse med tidevand). Definitionen af sekundet har derfor været ændret flere gange siden begyndelsen af 1800-tallet. I dag er sekundet defineret ud fra cæsiumbaserede atomure.
Hver gang en ny definition af sekundet er indført, har man tilstræbt at ændre varigheden af sekundet mindst muligt, ikke mindst fordi en mængde andre måleenheder afhænger af sekundet (som f.eks joule og volt). Som en konsekvens heraf har sekundet stadig i dag en længde, der svarer til 1/86400 af middelsoldøgnet omkring år 1820.
Her små 200 år senere er Jordens rotation en anelse langsommere, end den var i 1820. Når Jordens rotation er ved at være cirka 0,5 sekunder bagud i forhold til atomtiden, besluttes det internationalt at indsætte et skudsekund.
Hvis eksempelvis middelsoldøgnet konstant var på 86400,002 sekunder i stedet for de "ideelle" 86400, så ville der være brug for gennemsnitlig ét skudsekund for hver 500 dage (1,4 år).
Det skal bemærkes at skudsekunder ikke kan forudsiges ud fra en simpel regel. Eksempelvis gav jordskælvet i det Indiske Ocean den 26. december 2004 Jorden en smule mere fart på. Hvorvidt et skudsekund skal indsættes eller ej, kan kun afgøres ved astronomiske observationer.
Et skudsekund varsles dog 5–6 måneder i forvejen (baseret på prognoser for Jordens rotation) i Bulletin C fra International Earth Rotation and Reference Systems Service.

## Hvordan indsættes skudsekundet?
Det tilstræbes at indsætte det ekstra sekund ved udgangen af et halvår, UTC-tid. Efter klokken 23:59:59 UTC (den 30. juni eller 31. december) indsættes et ekstra sekund kaldet 23:59:60 UTC, før man går videre til klokken 00:00:00 UTC.
I Danmark svarer det til klokken 02:00 den 1. juli (dansk sommertid) eller til klokken 01:00 den 1. januar (dansk normaltid). Her skal uret altså sættes ét sekund tilbage, hvis det er besluttet at indsætte skudsekund.
Skudsekunderne ses i tabellen til højre. Den lange periode uden skudsekunder omkring årtusindskiftet kunne tyde på, at Jordens rotation (på grund af tilfældige variationer) i en periode skete med samme hastighed som omkring 1820.

## Kritik af skudsekund-systemet
Nogle er af den opfattelse at skudsekunder er besværlige og burde afskaffes.[kilde mangler] De mener, at den forskel (på måske få minutter efter 100 år), der opstår mellem tidsregningen og soltiden, er så lille, at den ikke er besværet med skudsekunder værd.
Andre mener at der burde være en endnu finere tilpasning til Jordens rotation end i dag. De argumenterer for at skudsekunder burde kunne indsættes efter en vilkårlig kalendermåned.[kilde mangler] På den måde ville "fejlen" (forskellen mellem UTC og middelsoltiden (teknisk set mellem UTC og UT1)) langt sjældnere overstige 0,5 s. I dag tolereres en fejl på op til 0,9 s til begge sider.

## Datalogi
Skudsekunder medfører jævnligt problemer med software og styresystemer. Nogle systemer fører ikke tiden eksakt og er formentlig ligeglade med skudsekundet, men i 2012 oplevede f.eks. DMI, netbutikken Amazon, det australske flyselskab Qantas og en lang række andre virksomheder problemer.[kilde mangler]